# Marina Brogi

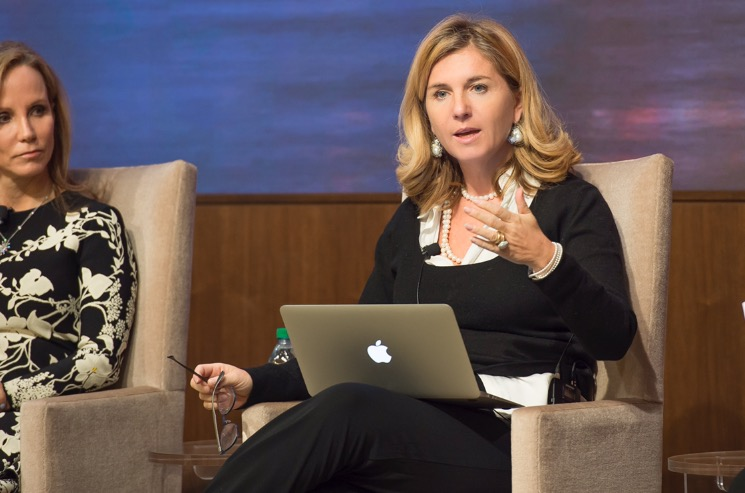
Brogi bei einer Diskussionsveranstaltung der Women Corporate Directors (Mai 2016)

Marina Brogi (* 15. Juli 1967 in Rom) ist eine italienische Wirtschaftswissenschaftlerin und Hochschullehrerin.

## Werdegang
Brogi besuchte die Roedean School, eine Privatschule in Brighton. Nach ihrem Schulabschluss 1984, in dem sie ihren Schwerpunkt auf Mathematik und Naturwissenschaften gelegt hatte, studierte sie Wirtschaftswissenschaften an der Università Commerciale Luigi Bocconi in Mailand. Dort graduierte sie 1988 unter Tancredi Bianchi als Laurea in politischer Ökonomie. Anschließend forschte und lehrte sie an der Hochschule, ehe sie 1998 an der Universität La Sapienza zur ordentlichen Professorin berufen wurde. Zwischen 2011 und 2017 war sie dort Vizepräsidentin der wirtschaftswissenschaftlichen Fakultät der Universität.
Brogis Arbeitsschwerpunkte liegen in den Bereichen Kapitalmärkte und Corporate Governance, insbesondere im Hinblick auf Banken und Banksteuerung.
Brogi nahm als Vertreterin des wissenschaftlich-akademischen Bereich verschiedene Aufgaben wahr, etwa als Beraterin des Italienischen Parlaments, der Europäischen Wertpapier- und Marktaufsichtsbehörde oder der Banca d’Italia.